# Heike Warnicke
Heike Warnicke (nacida como Heike Schalling, Weimar, RDA, 1 de junio de 1966) es una deportista alemana que compitió para la RDA en patinaje de velocidad sobre hielo. 
Participó en tres Juegos Olímpicos de Invierno, entre los años 1992 y 1998, obteniendo dos medallas de plata en Albertville 1992, en las pruebas de 3000 m y 5000 m.
Ganó dos medallas en el Campeonato Mundial de Patinaje de Velocidad sobre Hielo, plata en 1991 y bronce en 1993, y cuatro medallas en el Campeonato Europeo de Patinaje de Velocidad sobre Hielo entre los años 1990 y 1993.

## Palmarés internacional
| Representando a la RDA   |                           |                   |                       |
| Campeonato Europeo       |                           |                   |                       |
| Año                      | Lugar                     | Medalla           | Prueba                |
| 1990                     | Heerenveen (Países Bajos) | Medalla de bronce | Clasificación general |
| Representando a Alemania |                           |                   |                       |
| Juegos Olímpicos         |                           |                   |                       |
| Año                      | Lugar                     | Medalla           | Prueba                |
| 1992                     | Albertville (Francia)     | Medalla de plata  | 3000 m                |
| 1992                     | Albertville (Francia)     | Medalla de plata  | 5000 m                |
| Campeonato Mundial       |                           |                   |                       |
| Año                      | Lugar                     | Medalla           | Prueba                |
| 1991                     | Hamar (Noruega)           | Medalla de plata  | Clasificación general |
| 1993                     | Berlín (Alemania)         | Medalla de bronce | Clasificación general |
| Campeonato Europeo       |                           |                   |                       |
| Año                      | Lugar                     | Medalla           | Prueba                |
| 1991                     | Sarajevo (Yugoslavia)     | Medalla de plata  | Clasificación general |
| 1992                     | Heerenveen (Países Bajos) | Medalla de bronce | Clasificación general |
| 1993                     | Heerenveen (Países Bajos) | Medalla de plata  | Clasificación general |